# Smok (pociąg pancerny)
Pociąg Pancerny Nr 7 „Smok” – pociąg pancerny Wojska Polskiego II RP.

## Historia
Pociąg pancerny "Smok" został sformowany w grudniu 1918 w Nowym Sączu. Załoga została uzupełniona żołnierzami 1 Pułku Artylerii Wałowej z Krakowa. Działał na linii Przemyśl-Lwów, następnie w 1920 na Polesiu i Wołyniu jako pociąg patrolowy, półpancerny. W grudniu 1919 w Krakowie pociąg został rozformowany, a załoga przeszła do pociągu "Gromobój", później "Iwaszkiewicz".

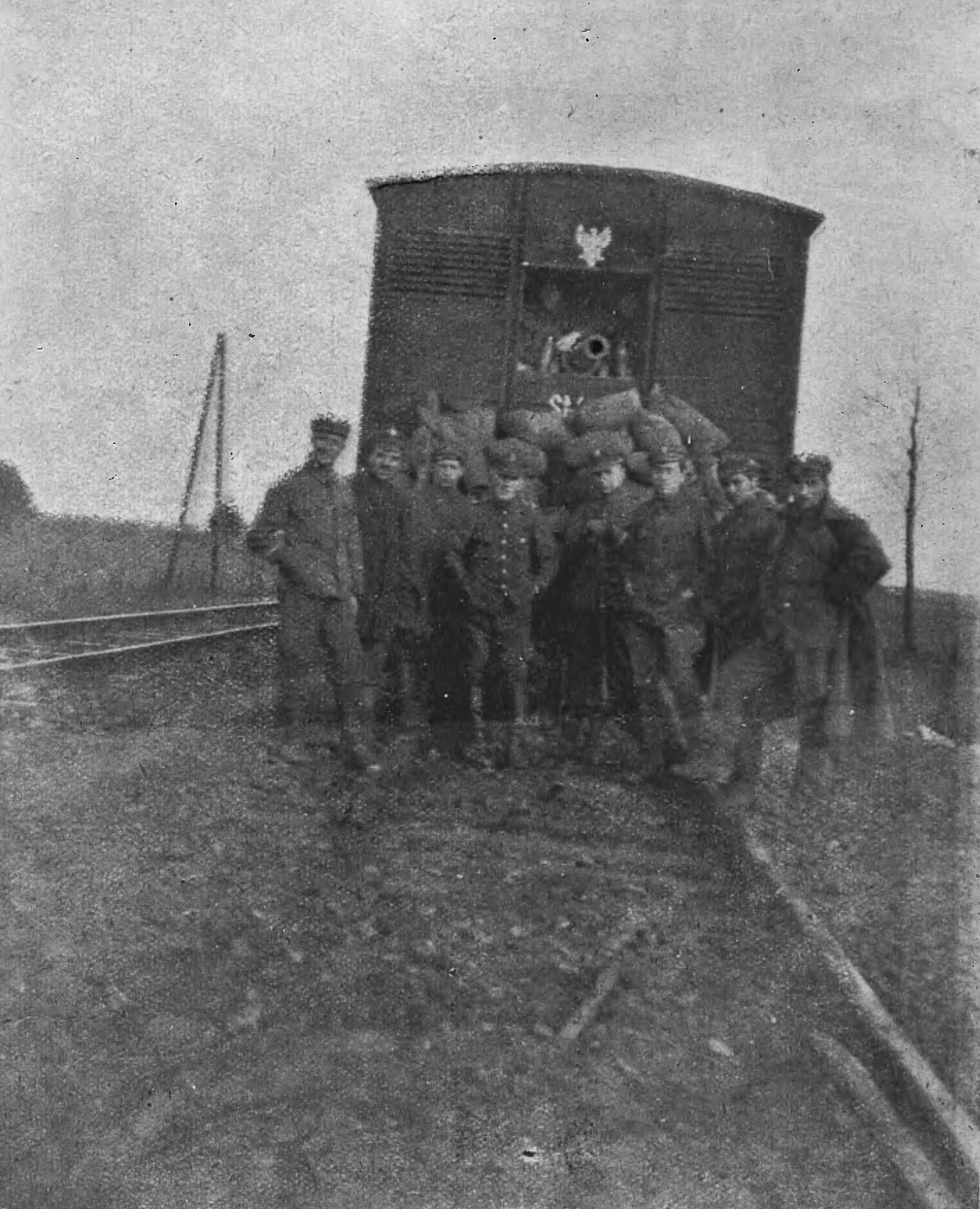
Załoga pociągu pancernego

Inna relacja podaje, że "Smok" wyruszył w drugiej połowie grudnia 1918 na odsiecz Lwowa podczas wojny polsko-ukraińskiej. Kadrę stanowili oficerowie artylerii: por. Adam Ciećkiewicz (dowódca pociągu), ppor. Henryk Dawidowski, ppor. Stanisław Hieronim Milli, ppor. Tadeusz Smyczyński oraz ppor. piech. Stefan Spaczyński (dowódca karabinów maszynowych). Przybyły w styczniu 1919 pluton szturmowy pod dowództwem ppor. piech. Ramza, składał się ze studentów Uniwersytetu Jagiellońskiego i uczniów gimnazjalnych. Jednym z ówczesnych członków załogi pociągu, rekrutującym się z krakowskiego batalionu Legii Akademickiej był Gustaw Łowczowski. Po przybyciu do Przemyśla, przez Sądową Wisznię, brał udział w wyzwalaniu Lwowa. Po zakończeniu działań w Małopolsce Wschodniej, został przebazowany na Śląsk Cieszyński. Ze względu na słabe opancerzenie i uzbrojenie, w końcu 1919 został rozformowany.
Podporucznik Tadeusz Smyczyński był składzie pociągu zarówno podczas odsieczy Lwowa 1917/1919, jak i w walkach na Wołyniu i Polesiu od stycznia do maja 1919.

## Odznaka pamiątkowa

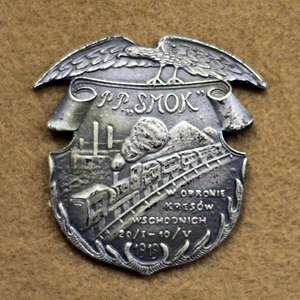
Odznaka

Odznaka w kształcie tarczy. Orzeł zrywający się do lotu w lewo, bez korony. Na tarczy napis: P. P. Smok, pod nim wypukło tłoczony wizerunek pociągu pancernego w ruchu na ukos tarczy od prawej z góry do lewej w dół. Pod nim napis: W obronie Kresów Wschodnich w trzech wierszach i pod tym daty: 20. I - 10. V. 1919.
Odznaka wykonana z białego metalu, lana. Wymiary: szerokość skrzydeł 33 mm, szerokość tarczy 29.5 mm, wysokość 36 mm; na odwrocie śrubka i nakrętka.